# Tennessee Ernie Ford
Tennessee Ernie Ford, vlastním jménem Ernest Jennings Ford (13. února 1919 Bristol, Tennessee – 17. října 1991 Reston, Virginie) byl americký herec, rozhlasový hlasatel a moderátor, televizní bavič a zpěvák působící v žánrech country music, pop-music a gospelu.
Svoji uměleckou kariéru zahájil jako rozhlasový hlasatel, v roce 1939 však rádio opustil, neboť začal studovat zpěv na konzervatoři v Cincinnati v Ohiu. Tyto činnosti však přerušila druhá světová válka, kdy sloužil jako nadporučík v americkém válečném letectvu, létal nad Japonskem v letounu Boeing B-29 Superfortress jakožto bombometčík. Po 2. světové válce opět pracoval jako rozhlasový hlasatel v kalifornských městech Pasadena a San Bernardino. Zprvu moderoval ranní country vysílání. Postupem doby začal ale vystupovat i jako zpěvák, kdy hostoval s různými country kapelami té doby. V roce 1949 jej "objevil" Cliffie Stone, hledač talentů pro nahrávací společnost Capitol Records, v té době začal vystupovat i v kalifornské místní televizi. Od roku 1950 začal pravidelně vystupovat také v americké televizní stanici NBC.
Má hned tři hvězdy na Hollywoodském chodníku slávy, jednu jako zpěvák, druhou jako rozhlasový hlasatel a třetí jako televizní bavič.

## Diskografie – (alba)
- 1953 Backwoods, Boogie & Blues
- 1955 Tennessee Ernie Ford & Kay Starr
- 1956 This Lusty Land
- 1956 Tales Of Davy Crockett
- 1956 Hymns
- 1957 Spirituals
- 1957 Ol' Rockin' Ern
- 1957 Nearer The Cross
- 1958 The Star Carol
- 1959 Gather 'Round
- 1959 A Friend We Have
- 1960 Sing A Hymn With Me
- 1960 Sing A Spiritual With Me
- 1960 Come To The Fair
- 1961 Tennessee Ernie Ford Sings Civil War
- 1961 Ernie Looks At Love
- 1961 Hymns At Home
- 1962 I Love To Tell The Story
- 1963 Long, Long Ago
- 1963 We Gather Together
- 1964 Great Gospel Songs
- 1964 Tennessee Ernie Ford Sings The World's Best Loved Hymns
- 1965 Let Me Walk With Thee
- 1966 Wonderful Peace
- 1966 God Lives
- 1967 Faith Of Our Fathers
- 1968 O Come All Ye Faithful
- 1969 Holy, Holy, Holy
- 1970 America The Beautiful
- 1972 Mr. Words And Music